# Vanessa Alfaro
Vanessa Alfaro là một nhà thiết kế và doanh nhân thời trang người Mỹ gốc Bolivia, có trụ sở tại Hoa Kỳ. Alfaro là chủ tịch và CEO của Sonne Global Inc., một công ty chuyên thiết kế, sáng tạo, cấp phép thương hiệu, tiếp thị và quan hệ công chúng. Alfaro đã tạo ra dòng sản phẩm may sẵn dành cho phụ nữ đầu tiên và duy nhất cho FIFA trong World Cup 2014 tại Brazil. Cô là nhà thiết kế duy nhất hợp tác với FIFA cho chuỗi sản phẩm phụ nữ sử dụng logo chính thức của World Cup.
Alfaro đã làm việc trong thiết kế thời trang, cấp phép sản phẩm và tiếp thị cho các tập đoàn như Pepsi, Toyota, Nestle, Truper, Petrobras, Suzuki và FIFA.
Bộ sưu tập riêng của Vanessa Alfaro chuyên về áo choàng couture, trang phục cô dâu, sẵn sàng để mặc, đồ da và trang sức cao cấp.
Alfaro là một trong số ít các nhà thiết kế chuyên thiết kế kỹ thuật số 3D. Cô tạo ra các mẫu và tác phẩm kỹ thuật số độc đáo và độc đáo của riêng mình cho các loại vải được thêu và đính cườm. Tất cả các bản phác thảo của cô là một trăm phần trăm kỹ thuật số và bằng với các sản phẩm may mặc cuối cùng.
Vanessa Alfaro thiết kế và sản xuất các loại vải tôn tạo của riêng mình, làm cho bộ sưu tập của cô trở thành những tác phẩm nghệ thuật độc đáo. Cô tạo ra một trong những sản phẩm may mặc để đáp ứng mong muốn cá nhân của những khách hàng thân thiết của mình.

## Tuổi thơ
Alfaro bắt đầu làm người mẫu ở Bolivia năm 17 tuổi. Cô có một sự nghiệp tích cực là một người mẫu biên tập và đường băng, và cũng được trao vương miện với nhiều danh hiệu cuộc thi sắc đẹp khác nhau bao gồm "giải nhất ăn ảnh" và "Đẹp nhất giữa các người mẫu."
Năm 19 tuổi, Alfaro đã tạo ra Sonne Imagen & Sản xuất tại Cochabamba, Bôlivia trong khi cô vẫn còn là sinh viên Kỹ thuật Thương mại tại Đại học Công giáo ở Bôlivia. Cô tốt nghiệp loại giỏi và tiếp tục lấy bằng Thạc sĩ Tài chính. Cô cũng chuyên thiết kế đồ họa và thời trang. Khi Alfaro 24 tuổi, cô kết hôn và chuyển đến Hoa Kỳ. Khi ở Hoa Kỳ, cô tiếp tục con đường của mình là một doanh nhân và nhà thiết kế thời trang.